# Río Chico (Chuquisaca)
Der Río Chico (Kleiner Fluss) ist ein rechter Nebenfluss des Río Grande im südamerikanischen Anden-Bergland von Bolivien.
Der Río Chico hat eine Gesamtlänge von 93 Kilometern. Er bildet sich in einer Höhe von 2415 m bei der Ortschaft Pojpo am Zusammenfluss von Río Palca und Río Portillo im Municipio Poroma in der Provinz Oropeza im Departamento Chuquisaca.
Der Fluss verlässt das Municipio Poroma nach sechs Kilometern und fließt im restlichen Verlauf durch das Municipio Sucre. Er fließt auf den ersten 43 Kilometern in weitgehend südöstlicher Richtung, dann weiter in nördlicher Richtung, bis er bei der Ortschaft Sausal auf einer Höhe von 1514 m in den Río Grande mündet, einen Zufluss zum Río Mamoré.